# Cédric Biscay
 (septembre 2015).
Si vous disposez d'ouvrages ou d'articles de référence ou si vous connaissez des sites web de qualité traitant du thème abordé ici, merci de compléter l'article en donnant les références utiles à sa vérifiabilité et en les liant à la section « Notes et références ».
Cédric Biscay est un entrepreneur et producteur français né en août 1979 à Nice.

## Biographie
Spécialiste des relations d’affaires entre la France et le Japon, il fonde en avril 2002 la société Shibuya International à Nice qui a pour mission de proposer aux entreprises européennes désirant travailler avec le Japon un ensemble de services spécifiquement prévus pour s’adapter à tous les secteurs d’activités et à tous les profils d’entreprises. 
Il ouvre Shibuya International au Japon en septembre 2003 puis dès décembre 2004 il produit son premier jeu vidéo : Blue Angelo Angels from the Shrine sur la console coréenne GP32.
En avril 2005, Cédric Biscay devient, sans parler un mot de japonais, le Représentant en région PACA et Monaco du JETRO (Japan External Trade Organization - Organisation Japonaise du Commerce Extérieur, une agence administrative à but non lucratif en étroite collaboration avec le ministère japonais de l’Économie, du Commerce et de l’Industrie). Il tient ce poste jusqu’à la fermeture du bureau de Lyon dont dépendait ce territoire en avril 2009.
En parallèle à ses activités au sein de son entreprise Shibuya International, Cédric Biscay est depuis septembre 2006, Professeur à l'école polytechnique de l’Université de Nice Sophia Antipolis. Il enseigne en Master 1 et 2, le marché du jeu vidéo au Japon, en Corée et en Chine.
Son parcours le rapproche petit à petit vers le secteur de l’audiovisuel en devenant dans en premier temps, le Représentant du Japon du Festival International du Film d’Animation d’Annecy. Il exerce cette fonction pendant 10 ans (de février 2005 à janvier 2015) période pendant laquelle il développe considérablement la présence japonaise qui était jusque-là quasi inexistante. Puis, pendant trois ans, Cédric Biscay occupe le poste de Directeur du marché du film de Tokyo (Tiffcom) de mars 2006 à avril 2009. 
Une autre étape est franchie à l’occasion du 10e anniversaire de Shibuya International (décembre 2012). Cédric Biscay produit son premier court métrage intitulé Birth avec à la direction artistique Yoshitaka Amano et à la musique Akino Arai.
En mars 2013, il lance le Monaco Anime Game Show (MAGS) au Grimaldi Forum de Monaco et grâce à ses liens privilégiés avec le Japon, il convainc le créateur de Goldorak, Go Nogai, de participer à l’événement. 
En juin 2014, Cédric Biscay annonce la création d’une nouvelle société Shibuya Productions et la production de la série télé d’animation Astroboy Reboot en collaboration avec la société de production française Caribara Production et l’entreprise japonaise Tezuka Productions.
La société Shibuya Productions créée en juillet 2014 est  située à Monaco. C’est la première société de production de jeux vidéo et d’animation de l’Histoire de la Principauté.
La succursale japonaise de Shibuya Productions est créée en avril 2015. 
Cédric Biscay, producteur, compte aujourd’hui plusieurs projets à son actif.

## Productions
Petz Club, série TV d’animation 2D pour les 5 ans et plus, diffusée sur France Télévisions.
Astroboy Reboot, série TV d’animation 3D /2D, en développement.
Lilly and the Magic Pearl, premier long métrage d’animation Bulgare,  réalisé par Anri Koulev d’après le conte de Valeri Petrov et avec la voix de Ben Cross pour le version anglaise. 
Windwalkers, adaptation du roman d’Alain Damasio La Horde du Contrevent en jeu vidéo et en film, en production.
FUSION, qui est un univers narratif créé par Alain Damasio et Kostadin Yanev. Fusion propose un univers transmédia destiné à faire naître de nombreuses œuvres sur différents supports : livre, manga, film, série et jeu vidéo.
Le roman d’Alain Damasio paraîtra en février 2016.
Shenmue III, jeu vidéo, sortie prévue en décembre 2017.
Cédric Biscay s’associe à Yu Suzuki pour créer le troisième volet de la saga Shenmue, le jeu vidéo le plus attendu depuis ces 15 dernières années.
Plus récemment, il scénarise le manga Blitz en collaboration avec l'ancien champion du monde d'échecs Garry Kasparov.

## Prix et récompenses
Le 15 juin 2015, à l’occasion de l’ E3 de Los Angeles, Cédric Biscay et Yu Suzuki annoncent une campagne de financement participatif via Kickstarter : celle-ci est un succès et bat tous les records de financement participatif avec 2 millions de dollars atteints en moins de 9 heures, établissant un record au Guinness Book.

## Événement
En parallèle à ses productions, Cédric Biscay organise en mars 2015 le Monaco Anime game International Conferences (MAGIC), dédié aux univers du jeu vidéo, du manga, de l’animation, des comics et de la pop culture au Grimaldi Forum de Monaco. Pour la première fois, Yoichi Takahashi, l’auteur du manga Captain Tsubasa fait le déplacement jusqu’en France et Monaco.